# Tavernier de Jonquières
Brice Tavernier, connu sous le nom d'artiste de Tavernier de Jonquières ou de Junquières (né en 1742 à  Jonquières) est un aquarelliste paysager français.

## Biographie
Principalement actif dans le nord de la France, il peint divers monuments religieux et laïcs, avec un regard d'historien. Ses aquarelles permettent de connaître l'aspect d'un grand nombre de monuments détruits sous la Révolution Française ou le Premier Empire, comme l'ancienne église Saint-Waast ou l'abbaye Saint-Médard de Soissons. D'autres monuments, comme le château de Pierrefonds, furent restaurés postérieurement par Eugène Viollet-le-Duc, les dessins de Tavernier permettant de connaître leur état au XVIIIe siècle. 175 de ses dessins originaux sont conservés à la Bibliothèque Nationale de France.
Un grand nombre de ses aquarelles ont été transposées en gravures par les graveurs François-Denis Née et Marie-Alexandre Duparc pour l'ouvrage Voyages pittoresques et romantiques dans l'ancienne France de Charles Nodier, Isidore Taylor, et Alphonse de Cailleux.

## Galerie d'images

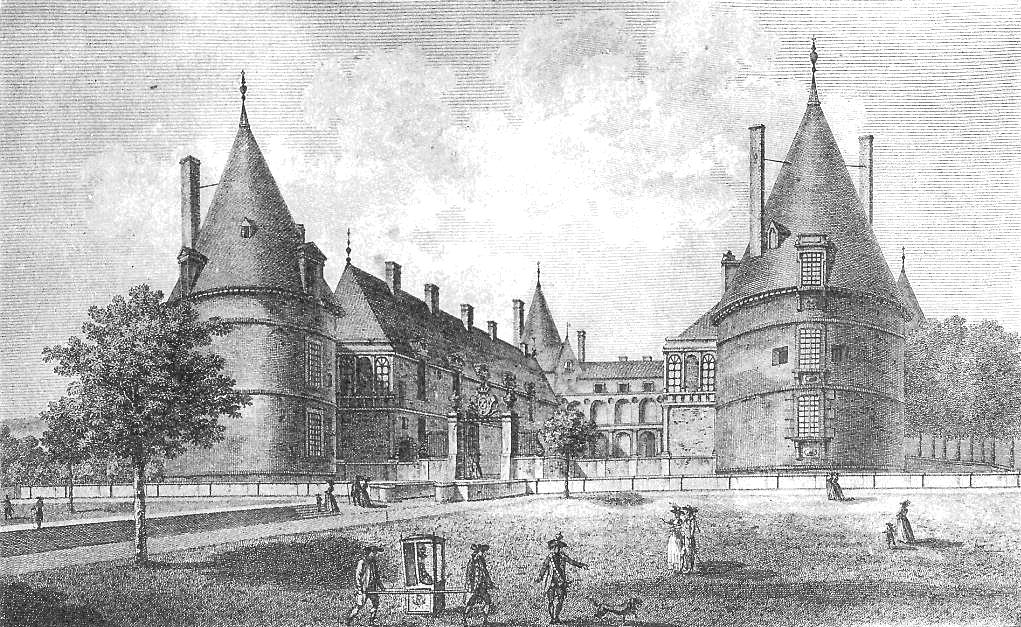
Château de Nanteuil
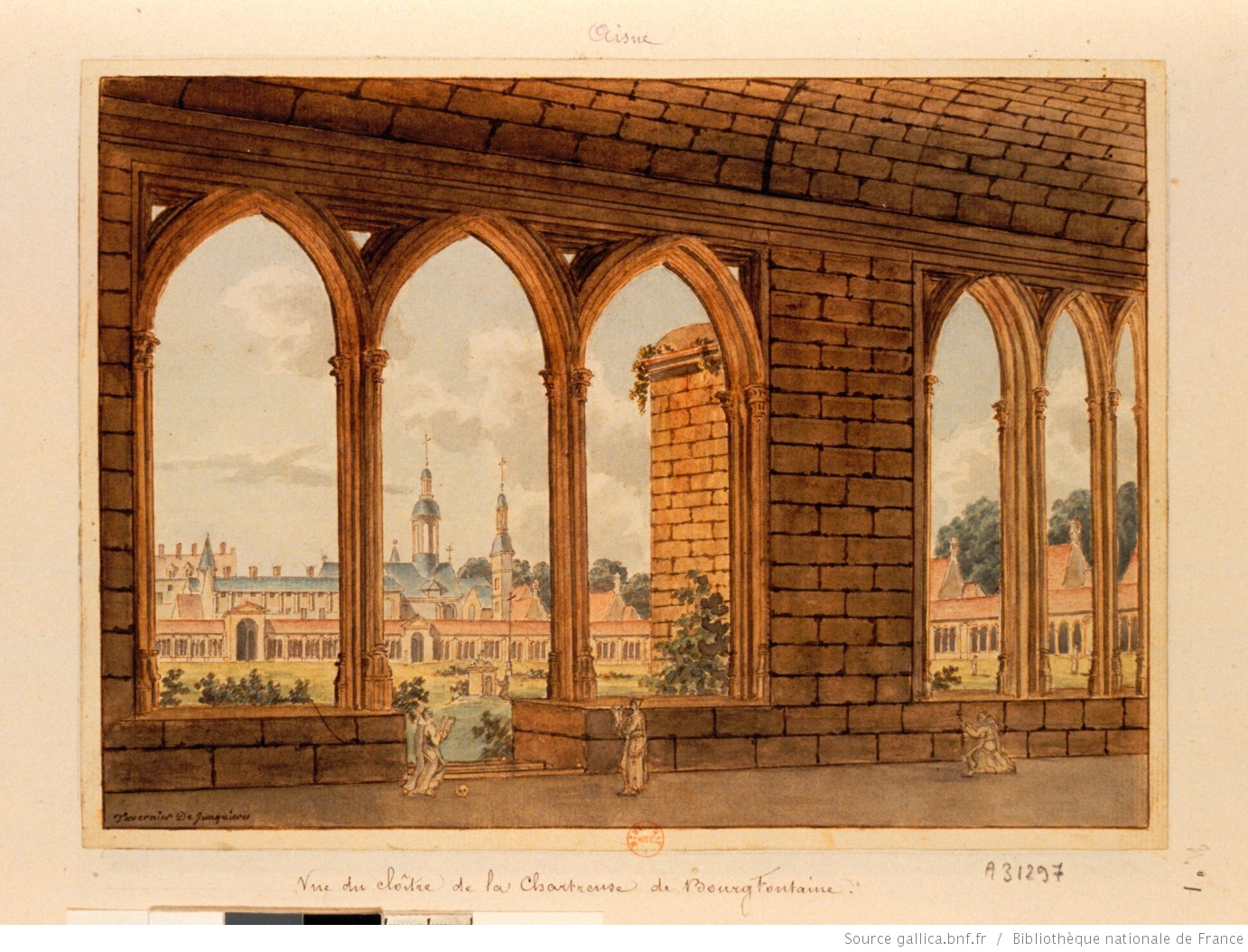
Cloître de la chartreuse de Bourgfontaine
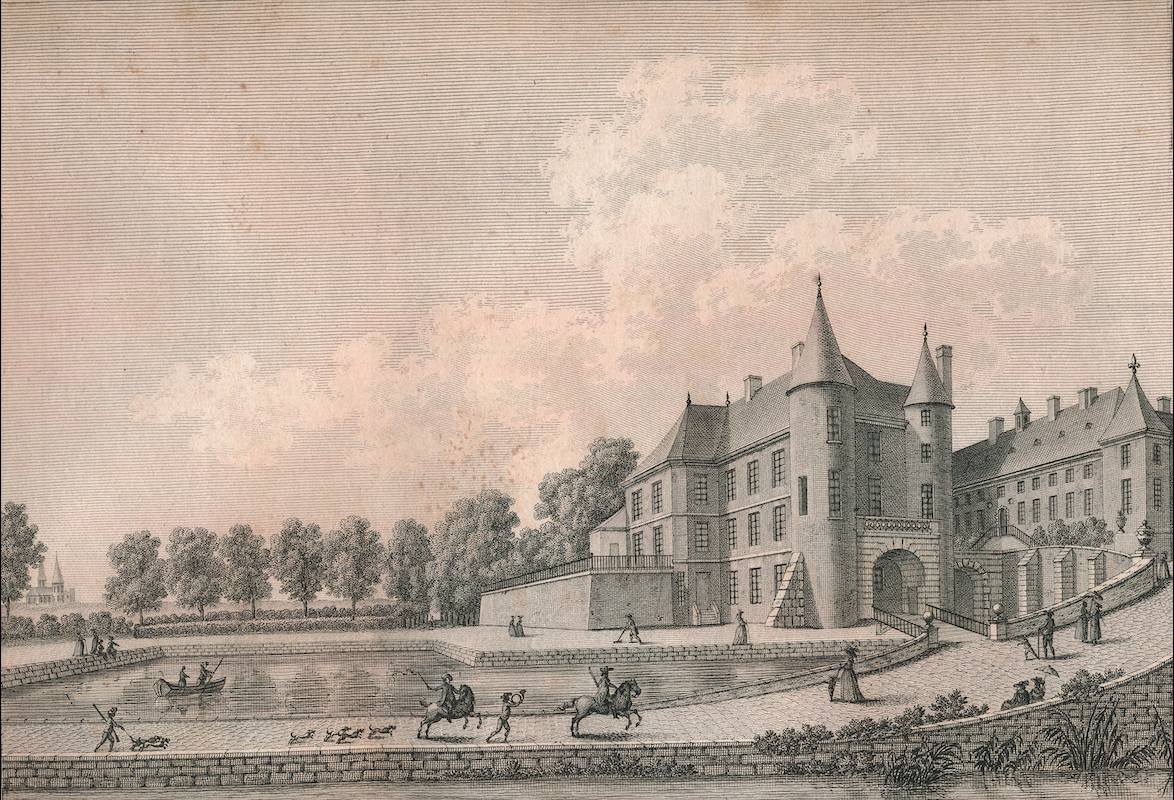
Château de Mont-l'Évêque
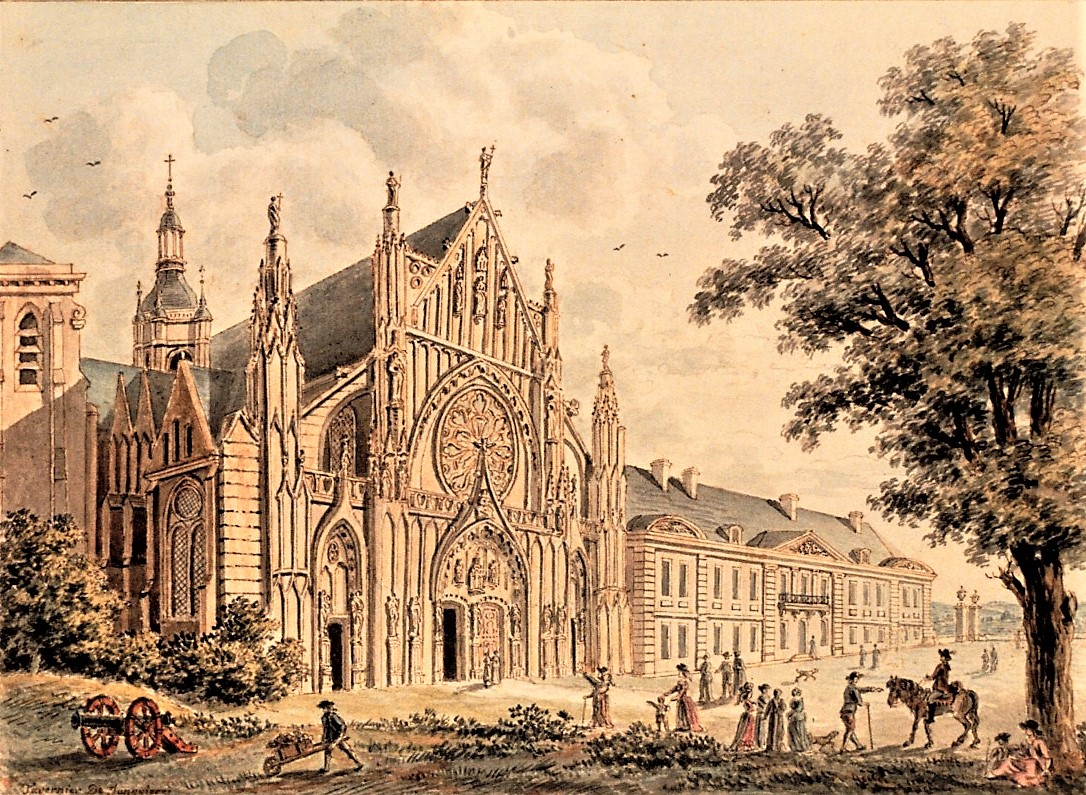
Vue de l'abbaye Saint-Vincent de Laon
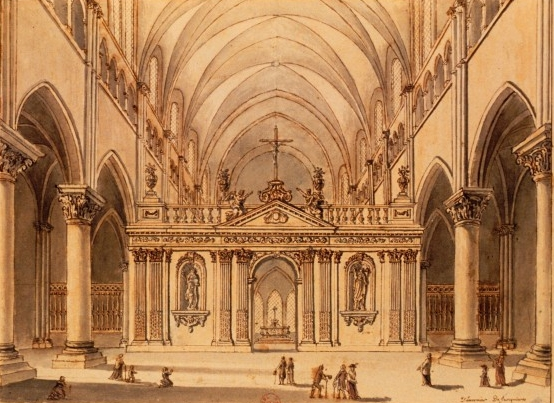
Intérieur de l'abbaye Saint-Vincent de Laon
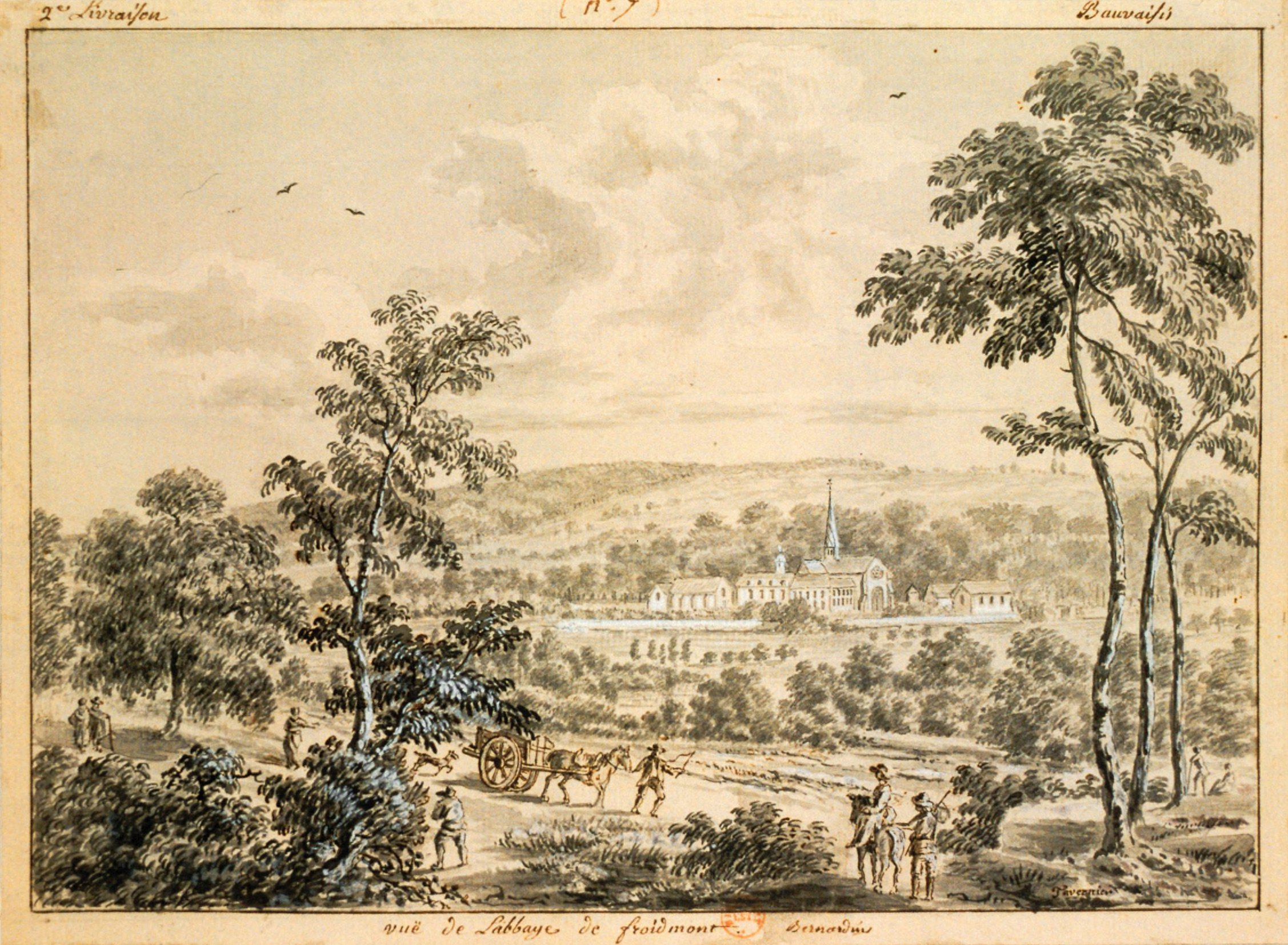
Abbaye de Froidmont
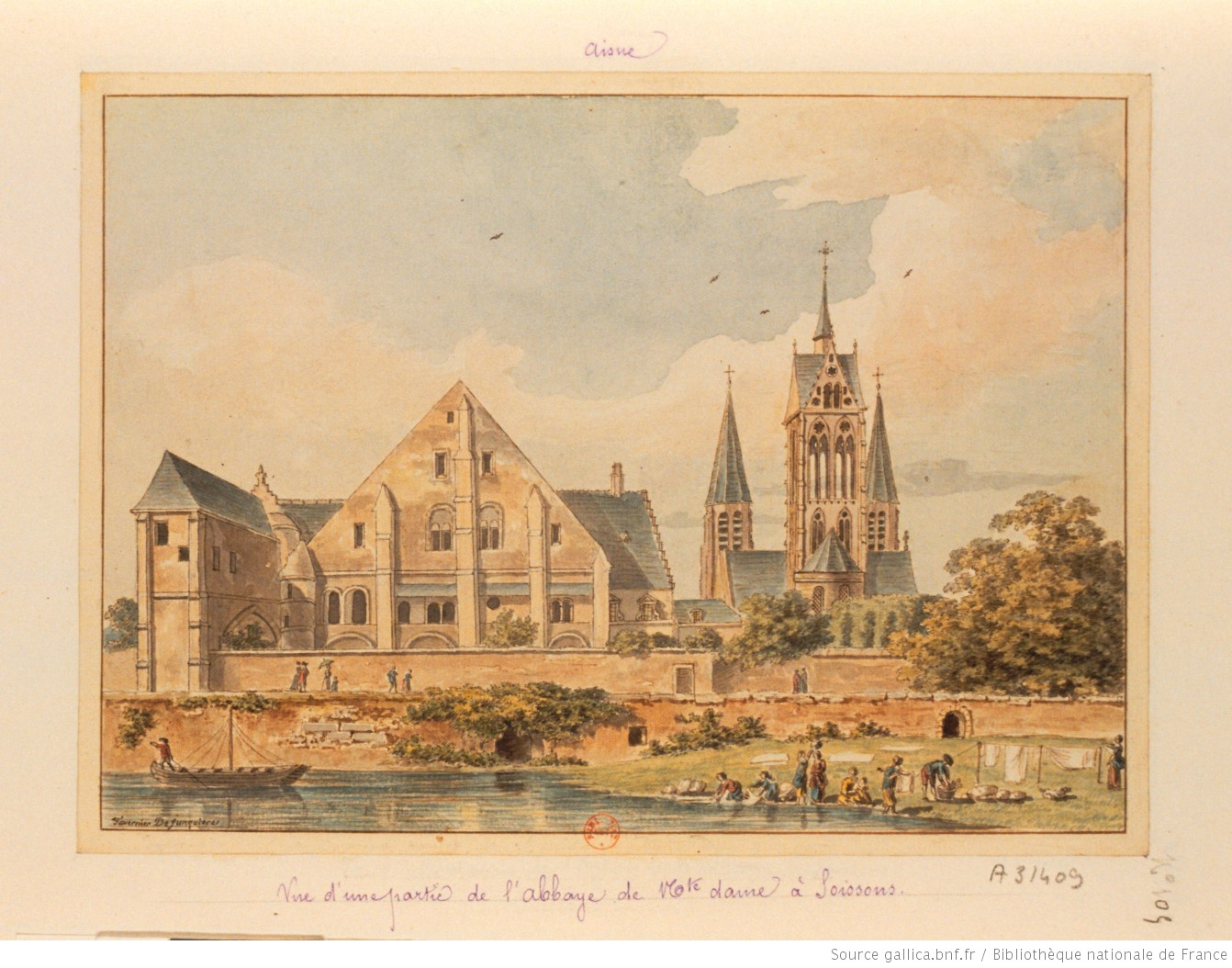
Abbaye Notre-Dame de Soissons
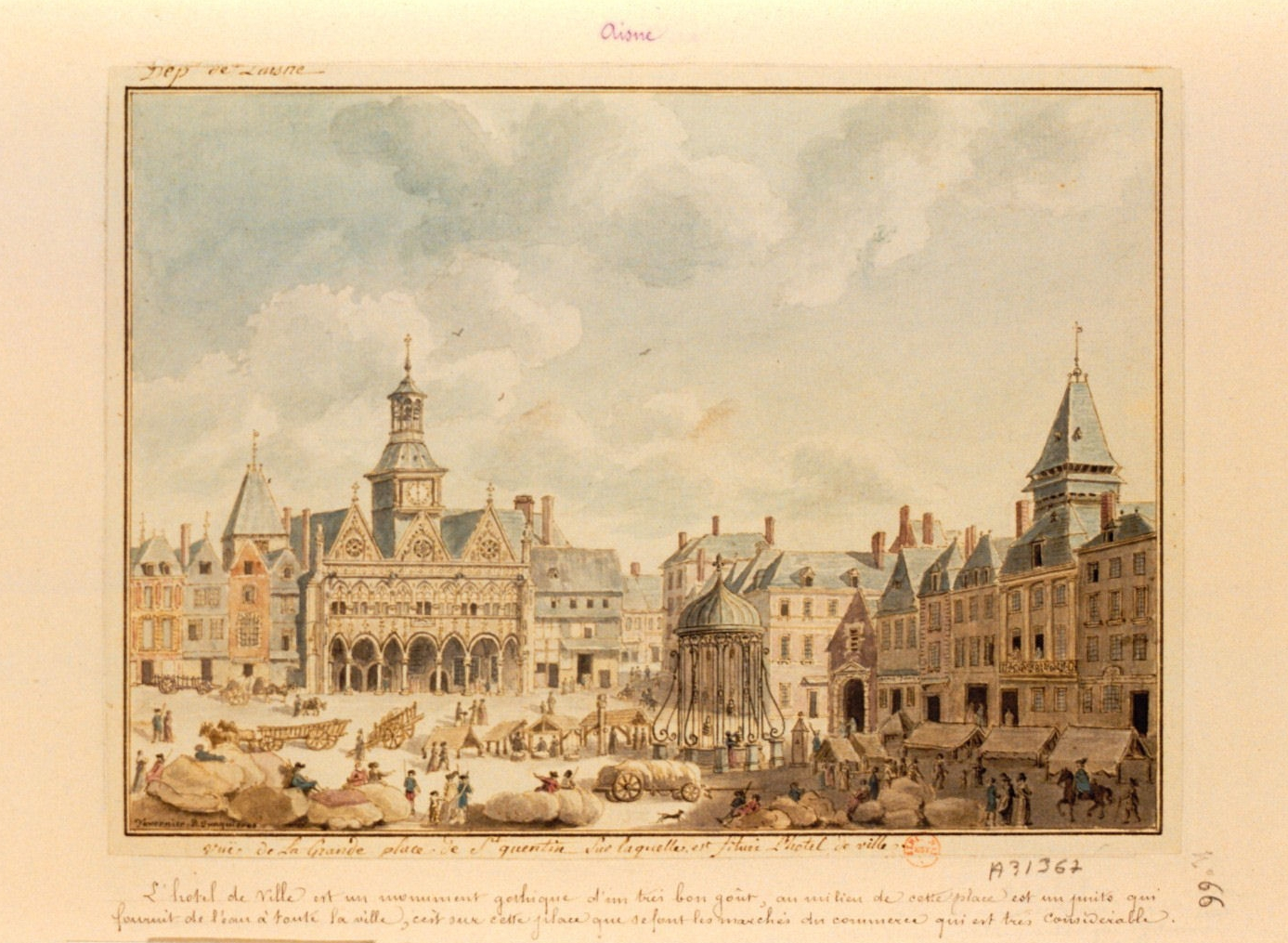
Hôtel de ville de Saint-Quentin
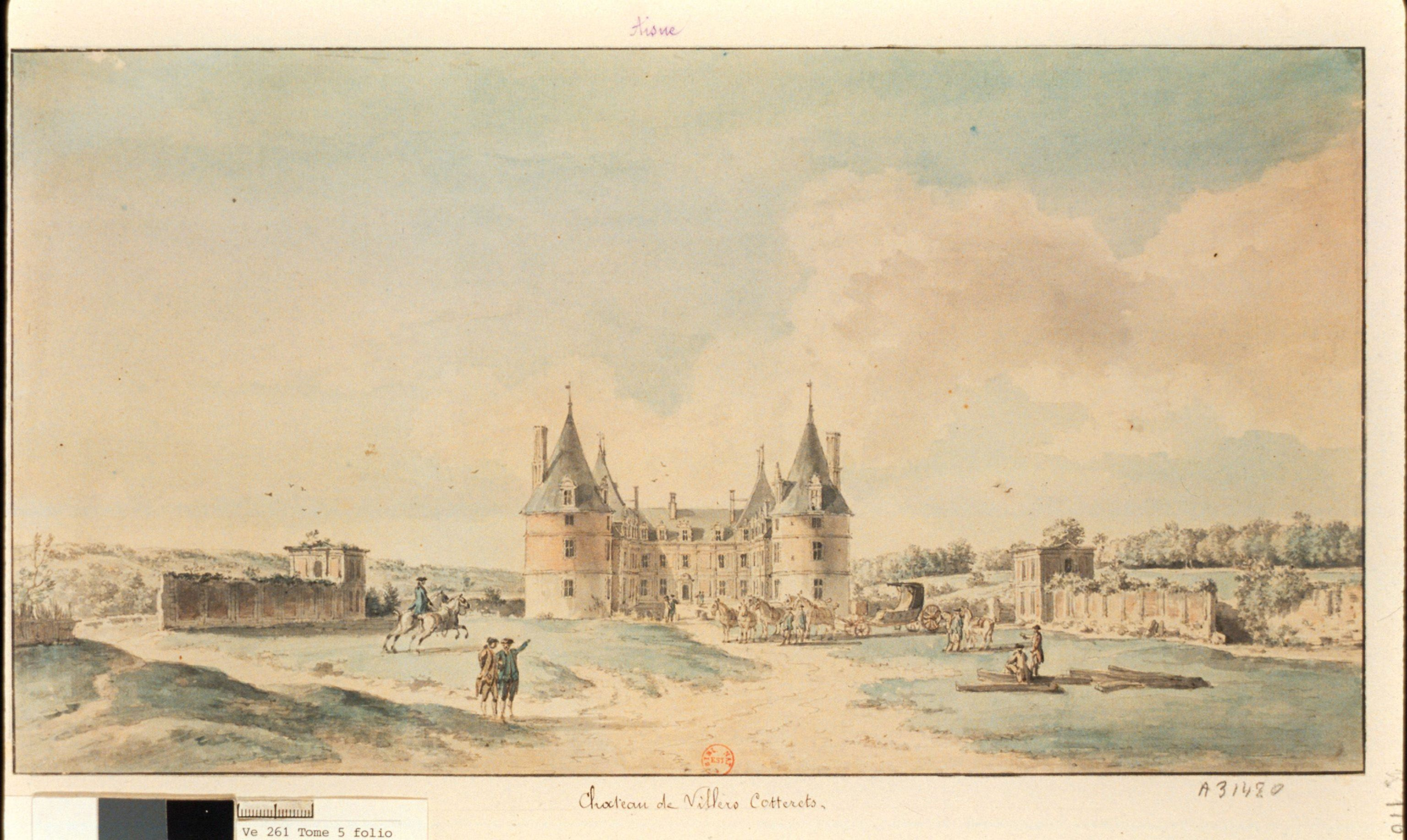
Château de Villers-Cotterêt
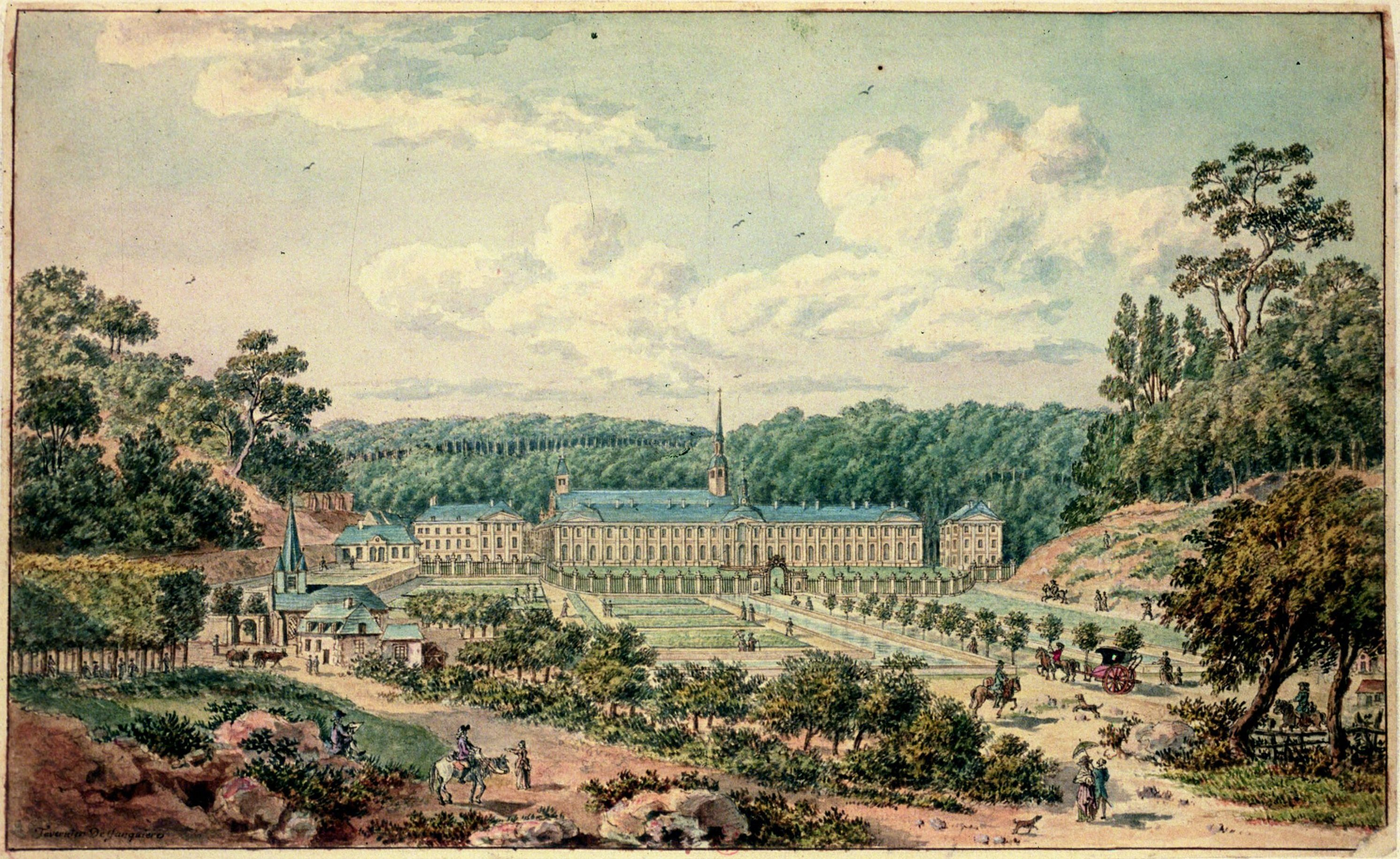
Abbaye de Prémontré
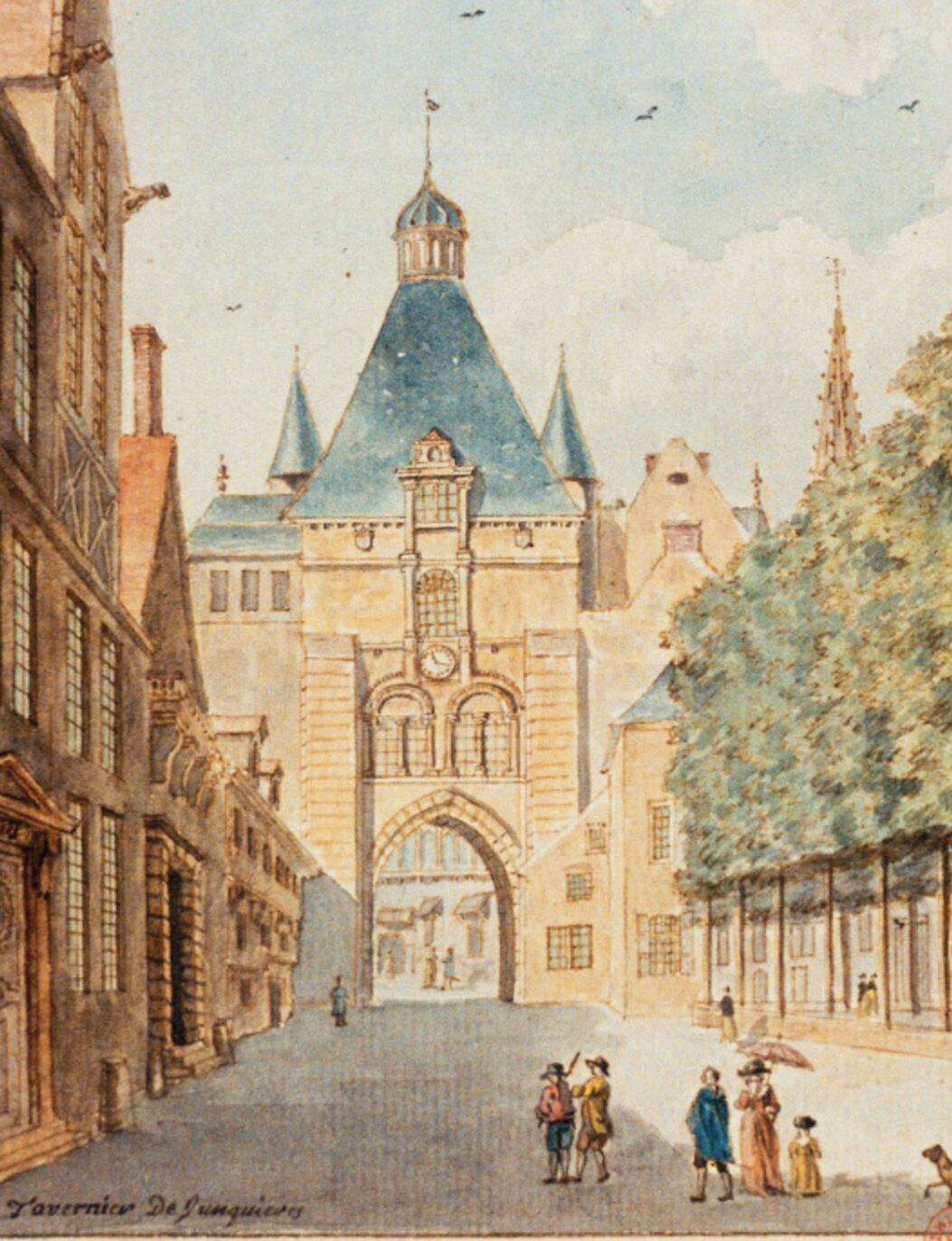
Porte du Beffroi à Crépy-en-Valois
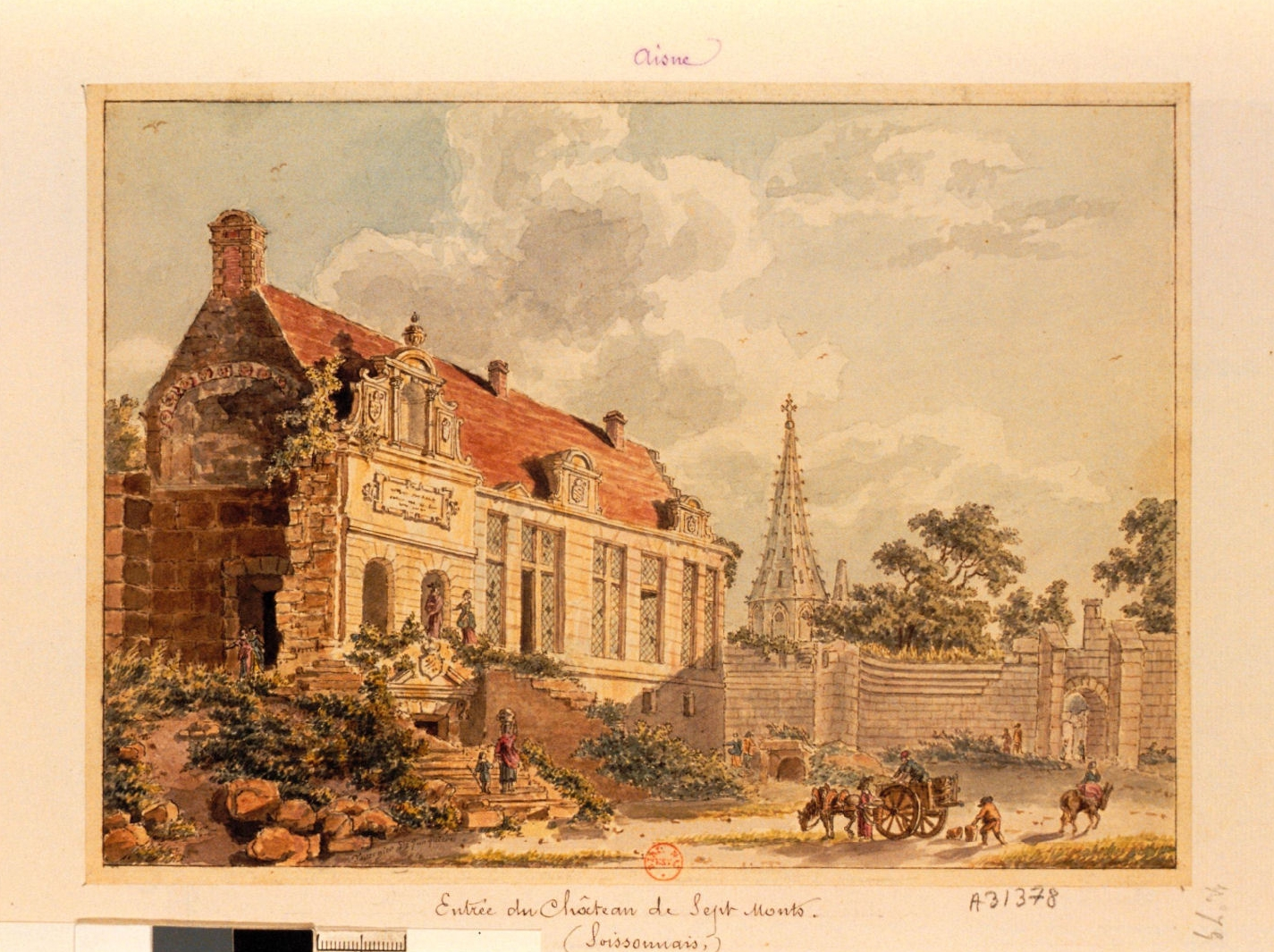
Château de Septmonts
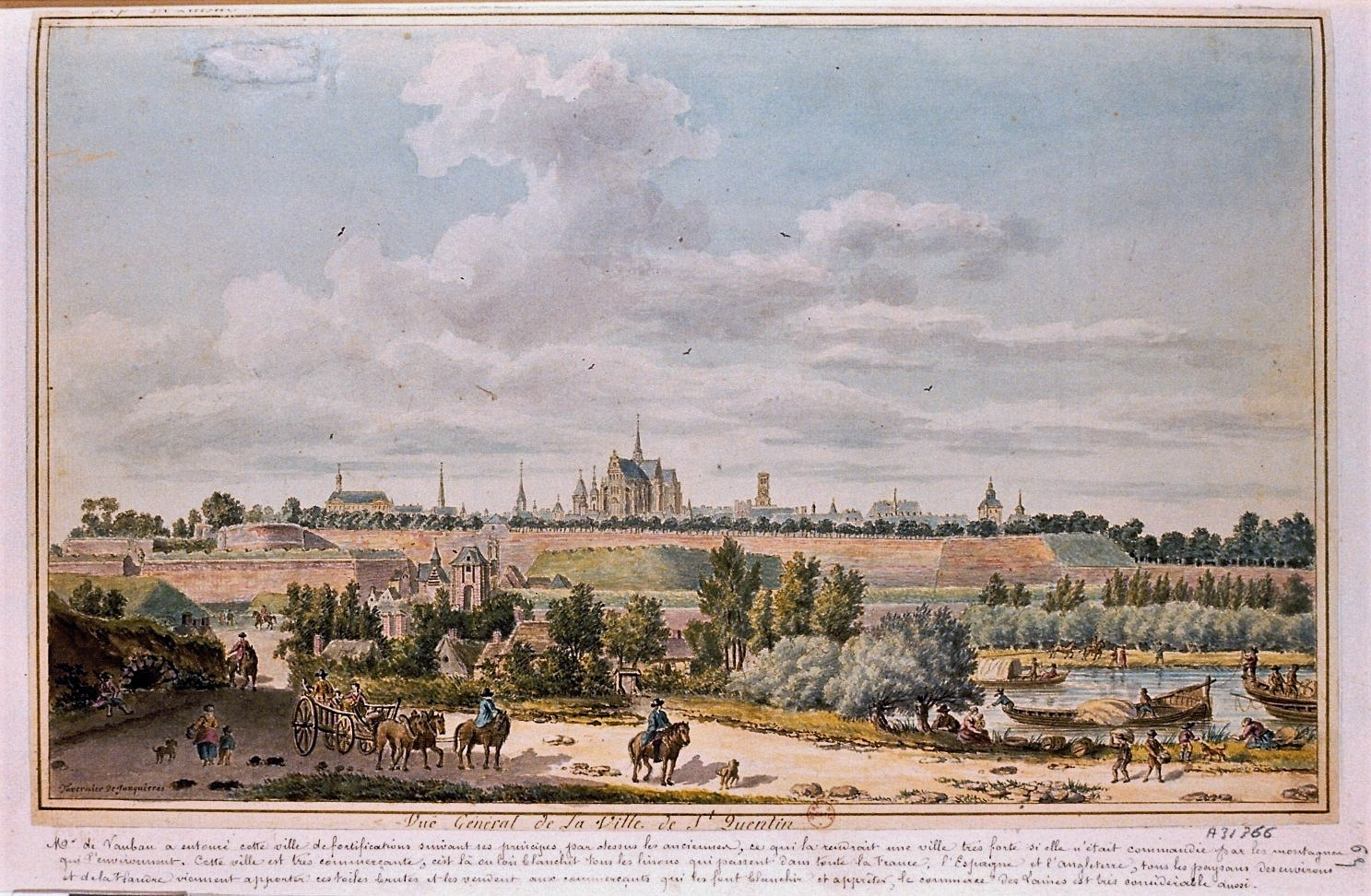
Vue de la ville de Saint-Quentin